# 先行的恩寵
先行的恩寵（せんこうてきおんちょう、Prevenient Grace）とは、救いの恵みに先立って（先行的に）与えられる諸々の恩寵を指す。
4世紀の神学者アウグスティヌスなどによれば、キリストの救いは神の一方的な恵み・恩寵によるものとされる。しかし、人が救いの体験を持つ以前の期間にも、神の恵みは、すべての人・神に背いている罪人にも等しくそれが注がれているとされる。そもそも「死ぬべし」と宣告された罪ある者が、この地上でのいのちを与えられて生きていること自体が恵みゆえなのである。更に、地上のいのちを支えるすべてのことども、いのちを支えるになくてはならない衣食住、社会の秩序、それを維持し保護する政治、犯罪を防ぐ法律や警察といった手段、これらもすべて「先行的恩寵」の中に数えられる。
人を救いの経験へと導くに至る様々な摂理的な要因は「先行的恩寵」の中でも最たるものであるが、その働きを強調するのが、ウエスレアン・アルミニアン神学の特徴とされる。それに対して、改革派神学では、恩寵の概念を「一般恩寵」と「選びの恩寵」とに二分して、「選びの恩寵」に与る者は、神によって救いに選ばれた特定の人のみであって、「一般恩寵」に浴していても、神に選ばれていない者は、「救いの恩寵」に与ることはないとする。改革派神学の基準となるドルト信仰基準の中の「限定贖罪説」を参照のこと。